# Alisha Stevens
Alisha „Lish“ Stevens (* 27. März 2003 in Epsom, Vereinigtes Königreich) ist eine australische Volleyball- und Beachvolleyballspielerin. Sie wurde 2024 mit den Queensland Pirates australische Meisterin in der Halle.

## Karriere

### Karriere Halle
Nachdem sie zunächst bei der Benowa State High School und danach bei der Dragons Volleyball Association auf dem Feld stand, wechselte die Außenangreiferin 2024 zu den Queensland Pirates und wurde mit ihrer neuen Mannschaft gleich australische Meisterin. Die Piraten bezwangen in der Vorschlussrunde Perth Steel mit 3:0 und gewannen anschließend das Finale gegen Adelaide Storm in vier Sätzen. Stevens war in den Finals mit 23 erfolgreich abgeschlossene Aktionen die viertbeste Punktesammlerin insgesamt und die zweitbeste ihres Teams.

### Karriere Beach
Mit Rebecca Ingram erreichte die im Vorort der britischen Hauptstadt geborene Sportlerin bei der Weltmeisterschaft der unter Einundzwanzigjährigen 2019 nach dem dritten Platz in der Gruppe D und dem Sieg in der ersten Hauptrunde gegen ein kanadisches Beachpaar ebenso wie Hannah Ziemer / Hanna-Marie Schieder und weitere sechs Paare den geteilten neunten Rang. Die Australierinnen wurden in der gleichen Saison Vierte bei den World Beach Games. Mit Jasmine Fleming erkämpfte Lish zwei Spielzeiten später eine Viertel- und drei Achtelfinalteilnahmen bei nationalen Turnieren. Mit Stefanie Fejes gewann sie die Asienmeisterschaften der unter Neunzehn- und der unter Einundzwanzigjährigen. Bei den Welttitelkämpfen in den gleichen Altersklassen reichte es dagegen nur zu geteilten siebzehnten Plätzen. Die Asienmeisterschaft der Erwachsenen, der einzige Wettbewerb, den Stevens mit Jana Milutinovic bestritt, endete für das Duo in der Runde der besten sechzehn Beachpaare.
2022 an der Seite von Georgia Johnson kamen Halbfinalteilnahmen bei Futures in Lecce und Ljubljana hinzu. Bei den hochwertigeren Wettkämpfen lief es für die beiden nicht so gut. So wurden sie bei den Asian Championships Dreizehnte und bei der Weltmeisterschaft in Rom in der Gruppe J satz- und sieglos Letzte. Beim Elite16 in Torquai blieben Nicole Laird und Alisha Stevens ebenso ohne Spielgewinn. Dagegen konnten sie sich beim Challenge am selben Ort den dritten Rang im Pool sichern. Caitlin Bettenay, mit der die in Gold Coast aufgewachsenen Athletin im Februar 2022 schon einen Turniersieg und einen weiteren Finaleinzug bei nationalen Veranstaltungen sowie einen vierten Platz im April der gleichen Saison beim Futures in Songkhla erreicht hatte, wurde 2023 ihre ständige Partnerin. Bestes Resultat war der neunte Rang bei der Asienmeisterschaft. Im gleichen Jahr begann Alisha Stevens ein Studium an der Loyola Marymount University. Mit dem Sportteam der LMU gewann sie als Sophomore 2024 die West Coast Conference Championship. Die Lions gehörten nach einem weiteren Sieg zu den besten acht Mannschaften der NCAA. Neben den Hochschulaktivitäten und dem Engagement im Hallenvolleyball nahm sich Stevens nur Zeit für ein einziges Beachvolleyballturnier außerhalb des Universitätssports. Mit Cameron Zajer stand sie zum dritten Mal im Achtelfinale der kontinentalen Meisterschaft in Asien.

## Persönliches
Die Sportlerin ist die Tochter von Craig und Helen Stevens. Ihre drei Schwestern heißen Pacha, Jasmin und Kayla.